# Karin Jöns
Karin Jöns (ur. 29 kwietnia 1953 w Kilonii) – niemiecka polityk, urzędnik administracji publicznej, dziennikarka, przez trzy kadencje posłanka do Parlamentu Europejskiego.

## Życiorys
W 1973 zdała maturę w szkole średniej w Heidelbergu. Studiowała następnie na Uniwersytecie w Mannheim, gdzie ukończyła politologię (1977) i slawistykę (1980).
Pracowała przez dwa lata jako niezależna dziennikarka, następnie do 1980 odpowiadała za sprawy prasowe w centralnym komitecie wykonawczym związku zawodowego Gewerkschaft Öffentliche Dienste, Transport und Verkehr (ÖTV). Później pełniła szereg funkcji w administracji krajów związkowych, m.in. w latach 1987–1994 zajmowała się organizacją i zarządzaniem brukselskim biurem Bremy.
W 1994 z listy Socjaldemokratycznej Partii Niemiec (do której wstąpiła w 1973) po raz pierwszy objęła mandat deputowanej do Parlamentu Europejskiego. W wyborach w 1999 i 2004 z powodzeniem ubiegała się o reelekcję z ramienia SPD. Była m.in. członkinią grupy socjalistycznej, pracowała w Komisji Zatrudnienia i Spraw Socjalnych. W 2009 nie została ponownie wybrana. W tym samym roku weszła w skład zarządu federalnego socjaldemokratów.